# Buxières-sur-Arce
 Buxières-sur-Arce  là một xã ở tỉnh Aube, thuộc vùng Grand Est ở phía bắc miền trung nước Pháp.